# Louis Coquelin
Pour les articles homonymes, voir Coquelin.
Louis Coquelin, né le 23 janvier 1949 à Saint-Georges-de-Reintembault et mort le 1er août 2009 dans sa commune natale,, est un coureur cycliste français. 

## Biographie
Louis Coquelin commence la compétition cycliste en 1965 au CC Fougères. Il prend ensuite une licence à Rennes, à l'UC Longjumeau puis au club normand Périers Sports. Figure du cyclisme bretillien, il fut l'un des meilleurs amateurs bretons dans les années 1970. Son palmarès comprend 249 victoires, parmi lesquelles le Tour de la Guadeloupe ainsi que le Tour de la Manche, qu'il a remporté à deux reprises. Il a également été sélectionné en équipe de France amateurs. Malgré ses performances, il n'a jamais souhaité passer professionnel. 
Il meurt le 1er août 2009 à l'âge de soixante ans. L'année suivante, une course amateur est créée en son hommage du côté de ses terres natales de Saint-Georges-de-Reintembault, à l'initiative de ses proches.

## Palmarès
- 1967
  -  Champion de Bretagne sur route juniors
  -  Champion de Bretagne du contre-la-montre par équipes
- 1968
  - 2e du Triomphe Breton
- 1969
  - Circuit du Bocage vendéen
  - 3e de Redon-Redon
- 1970
  - 2e du Grand Prix de Saint-Hilaire-du-Harcouët
  - 2e du Circuit du Bocage vendéen
  - 3e du Circuit des Deux Provinces
  - 3e du Circuit Gruet du Jura
- 1971
  - Tour de la Manche
  - Circuit des Deux Provinces
  - 2e du Grand Prix de Fougères
- 1972
  - Circuit des Remparts à Saint-Lô
  - 3e du Circuit de Bretagne Sud
- 1973
  - 3e étape de la Route de France
  - Circuit des Remparts à Saint-Lô
  - 2e du championnat d'Île-de-France sur route
  - 3e du Grand Prix de Fougères
- 1974
  - Prix de la Saint-Laurent
  - 2e du Grand Prix de Fougères
- 1975
  - Championnat de la Manche du contre-la-montre par équipes
  - Une étape du Tour d'Ille-et-Vilaine
  - 2e du Grand Prix de Fougères
  - 3e du Circuit des Deux Provinces
  - 3e du Prix de la Saint-Laurent
- 1976
  - Championnat de la Manche du contre-la-montre par équipes
  - Tour de la Manche
  - Tour de la Guadeloupe :
    - Classement général
    - 1re étape

  - 3e du Grand Prix de Fougères
- 1977
  - Tour de l'Orne :
    - Classement général
    - 2e étape

  - 3e du championnat de Normandie sur route
- 1978
  - 3e du Circuit des Deux Provinces
- 1979
  - Championnat de Normandie du contre-la-montre par équipes
  - Grand Prix de Fougères